# Powiat Baktalórántháza
Powiat Baktalórántháza (węg. Baktalórántházai járás) – jeden z jedenastu powiatów komitatu Szabolcs-Szatmár-Bereg na Węgrzech.
Siedzibą władz jest miasto Baktalórántháza.

## Miejscowości powiatu Baktalórántháza
- Baktalórántháza
- Besenyőd
- Laskod
- Levelek
- Magy
- Nyíribrony
- Nyírjákó
- Nyírkércs
- Ófehértó
- Petneháza
- Ramocsaháza
- Rohod